# Bodnegg
Bodnegg är en kommun (tyska Gemeinde) i Landkreis Ravensburg i förbundslandet Baden-Württemberg i Tyskland.
Kommunen ingår i kommunalförbundet Gullen tillsammans med kommunerna Grünkraut, Schlier och Waldburg.